# Vida (álbum de Saurom)
Vida es el séptimo disco de estudio del grupo español de Folk Saurom, lanzado el 28 de noviembre de 2012.
A diferencia de sus obras anteriores, este no se trata de un álbum conceptual, si bien gira en torno al tema de la vida. Dejando de lado el tono más oscuro y el sonido más heavy de sus últimos discos, Vida es predominantemente folk, logrando un sonido más íntimo y personal, demostrando la gran versatilidad de la banda a la hora de componer y grabar.
Previamente a la publicación del disco, la banda publicó los videoclips de los temas Cambia el mundo, El príncipe, La leyenda de Gambrinus y La noche de Halloween, este último dentro de un cortometraje de humor/terror sin dejar de lado el buen Rock. 
En el tema de "Cambia el Mundo" colaboraron con Wyrdamur, grupo de género Folk, Brutal Folk.
Además, un mes antes de la venta del disco, apareció en Radio 3, en el programa El vuelo del Fénix, el tema Íntimos recuerdos.

## Integrantes de Saurom
- Miguel Ángel Franco Migue: voz
- Antonio Ruiz Donovan: batería
- Raúl Rueda Raulito: guitarra
- José A. Gallardo Josele: bajo
- Santiago L. Carrasco Santi: teclado y flauta
- Narci Lara Márquez el Juglar: guitarra, coros, gaita, low whistle y flauta

## Artistas invitados
- Leyre Alcérreca Luque: Voz de la niña en "El Príncipe"
- Rosa Luque Valle: Voz en "El Príncipe" y "Se Acerca el Invierno"
- Elías Alberto Ramírez Mesa: Piano en "El Príncipe"
- Alberto Pacheco Pachito: Flautas de pico en "Se Acerca el Invierno"
- Javier Rondán: Solo de guitarra en "Noche de Halloween"
- José Miguel Moreno Crespo: Violoncello en "El Príncipe"
- Epi Pacheco López: Percusión en "La Poetisa"

## Las Ninfas de los Bosques (Coros)
- Carmen Panés Benítez: Soprano
- Inmaculada Vela Sánchez: Soprano
- Celia Mesa García: Soprano
- Lidia Mesa García: Soprano
- María Luisa Mesa García: Soprano
- Pilar Cano Révora: Soprano
- Sara Coello Gaviño: Contralto
- Mónica Padilla Daza: Contralto

## El Batallón de Mordor (Coros)
- Enrique Diago Pulido: Tenor
- Jerónimo Moreno Martínez: Tenor
- Juan Luis Lorenzo Gómez: Tenor
- Salvador Martínez Maine: Tenor
- Daniel López Marín: Tenor
- Ale Rodríguez Rivero The Botijus: Bajo
- Paco HobButron Vela: Bajo
- Daniel Fierro Cantero: Bajo
- Luis García Cernuda Sáenz: Bajo

## Temática del disco
Vida, a diferencia de todas las obras precesoras de Saurom. Es considerado el disco más intimista y dedicado a la sensibilidad del hombre en toda su plenitud.
1.Cambia el mundo:No solo es el primer sencillo del disco, sino también uno de los más folk de la carrera de Saurom. Con gaitas, wistles, flautas, clarinetes, voces gruesas y demás. Hace referencia a la "Esperanza" y la posibilidad del hombre de tomar en sus manos el destino de la naturaleza cada vez más decadente.
2.Noche de Halloween: Tema festivo, dedicado a la noche del 31 de octubre.
3.Magia: Canción escrita por Narci y dedicada al resto de los integrantes de la banda. Hace referencia a la amistad y como es esta misma la que es capaz de lograr hacer "Magia" sobre el escenario. Un tema muy sensible y muy personal.
4.La leyenda de Gambrinus: Con temática sobre la famosa leyenda Belga Gambrinus quien se enamoraba de Flandrine y en ese estado de amor hacia un pacto con el diablo. Enseñanza: "si ella no se enamoró, no pienses en llorar"
5.El Hada y la Luna: El amor.
6.Emperatriz: corto instrumental dedicado a la nostalgia misma para funcionar como intro al siguiente tema:
7.Íntimos Recuerdos: que habla sobre la memoria, desde el punto de vista de una persona que sufre de Alzheimer
8.Ángeles: por lejos el tema más cañero del disco que habla sobre aquellas personas que siempre estás ahí en los momentos más difíciles
9.La Poetisa: Habla sobre los sueños. Fue dedicada a Alba Izquierdo, una fan de la banda de 18 años de edad en el momento del disco afectada de distrofia muscular. Es a causa de esto que el lenguaje de esta canción es tan sensible y misterioso.
10.Mirame: amor imposible.
11.El Príncipe: La canción más oscura del disco. Narra la violencia de género que existe en nuestra actualidad mirada del punto de vista del mismísimo maltratador.
12.VIDA: el tema central del disco dedicado por Narci a su prima fallecida. Sin embargo no es una canción sobre muerte y pena, sino sobre cariño y esperanza.
13.Se acerca el invierno: Inspirado en el libro Juego de Tronos, cuenta la historia de Ned y Catelyn. Hace referencia a la pasión y al amor... la lucha que proviene de este.
14.El Cristal: Versión acústica de "Non Culpa" de su anterior disco Maryam. Habla sobre el perdón y la necesidad de este para que el ser humano se sienta completo. Es el relato de Jesús de Nazareth pidiendo perdón a Maria Magdalena, por nunca prestarle la atención que merecía. La canción supone un punto de unión entre Maryam y Vida (álbum de saurom), un punto de unión entre la Vida y la Muerte.

## Lista de canciones
1. Cambia el mundo - 4:09
2. Noche de Halloween - 4:16
3. Magia - 4:12
4. La leyenda de Gambrinus - 3:31
5. El hada y la Luna - 3:03
6. Emperatriz - 1:00
7. Íntimos recuerdos - 3:33
8. Ángeles - 4:47
9. La poetisa - 3:19
10. Mírame - 4:20
11. El príncipe - 4:54
12. Vida - 3:48
13. Se acerca el invierno - 6:35
14. El cristal - 4:38